# Never Be the Same Again (utwór Ghostface Killah)
Never Be the Same Again to piąty singiel amerykańskiego rapera Ghostface Killah członka Wu-Tang Clan nagrany z gościnnym udziałem Carla Thomasa i Raekwona.
Utwór ukazał się w 2001 roku nakładem Epic Records i został wyprodukowany przez Lilz, PLX.

## Lista utworów
Opracowano na podstawie źródła.
Strona A
1. Never Be The Same Again (Album Version) – 4:15
2. Never Be The Same Again (Instrumental) – 4:15

Strona B
1. Never Be The Same Again (Radio Edit) – 3:45
2. Never Be The Same Again (LP A Cappella) – 4:15

## Notowania
| Notowanie             | Pozycja |
| --------------------- | ------- |
| Hot R&B/Hip-Hop Songs | 65      |
| Hot Rap Tracks        | 21      |